# باتريك إل مبروك
باتريك إل مبروك (بالفرنسية: Patrick El Mabrouk)‏ هو عداء المسافات المتوسطة فرنسي، ولد في 30 أكتوبر 1928، وتوفي في 3 فبراير 1994.

## وصلات خارجية
- باتريك إل مبروك على موقع الاتحاد الفرنسي لألعاب القوى (الفرنسية)
- باتريك إل مبروك على موقع أوليمبيديا (الإنجليزية)